# デートレイプドラッグ
デートレイプドラッグ（英語: date rape drug）は、飲料に混入させ、服用した相手の意識や抵抗力を奪って性的暴行に及ぶ目的で使われる睡眠薬や抗不安薬である。デート・レイプ・ドラッグ、デートレイプ・ドラッグとも表記され、また単にレイプ・ドラッグともよばれる。

睡眠導入剤フルニトラゼパムがよく用いられており、多くの国々が厳しい規制をかけている。向精神薬γ-ヒドロキシ酪酸（GHB）、解離性麻酔薬ケタミンなども使用される。意識を失わせる意味では、酒の大量摂取も同じ役割を果たすことになりうる。睡眠薬を混入させた酒であれば、コップ1杯程度で記憶や意識がなくなるといわれる。
日本で犯行の際主に用いられるのは、代謝速度が速く証拠が残りにくい睡眠導入剤や短時間型の睡眠薬で、警察署に備えられている検査キットに反応しない種類のものだといわれる。即効性持続性の異なる複数の睡眠薬を絶妙に配合して使用した例も知られている。
短時間で人体から排出されるため、被害に遭った場合、ただちに医師が対応し、尿検査や血液検査しておくことが重要である。カウンセリングや検体検査も可能なワンストップの性暴力被害者支援センターを備える医療機関に、阪南中央病院やストックホルム南総合病院などがある。

## 防護手段
デート・レイプ・ドラッグの被害に遭わないために、次のような行動が推奨されている。
(1) 飲み物が容器に入ったまま席を立たない。
トイレなどで席を外した際に、ドラッグを混入されることが多い。
(2) 怪しいと感じたら飲まず、飲み物を取り換える。
(3) 渡された飲み物や錠剤は飲まない。
「二日酔いに効く薬」などと偽ってドラッグを飲ませる手口も存在する。悪意を持って狙っている可能性を意識し、特に、知らない人から渡された飲み物などは絶対に口に入れない。
睡眠薬によっては悪用防止のため青色に着色されているものがあり、粉砕して飲み物や食べ物に混ぜると青色に変わるため注意が必要である。
なお、もし普段よりも酔いの回りが早かったり、意識がもうろうとしたりする場合には、ドラッグの使用が疑われる。一刻も早く公的な相談窓口に相談する。例えば、「#8103」は性犯罪に関する警察の相談窓口につながる。